# Calocedrus decurrens

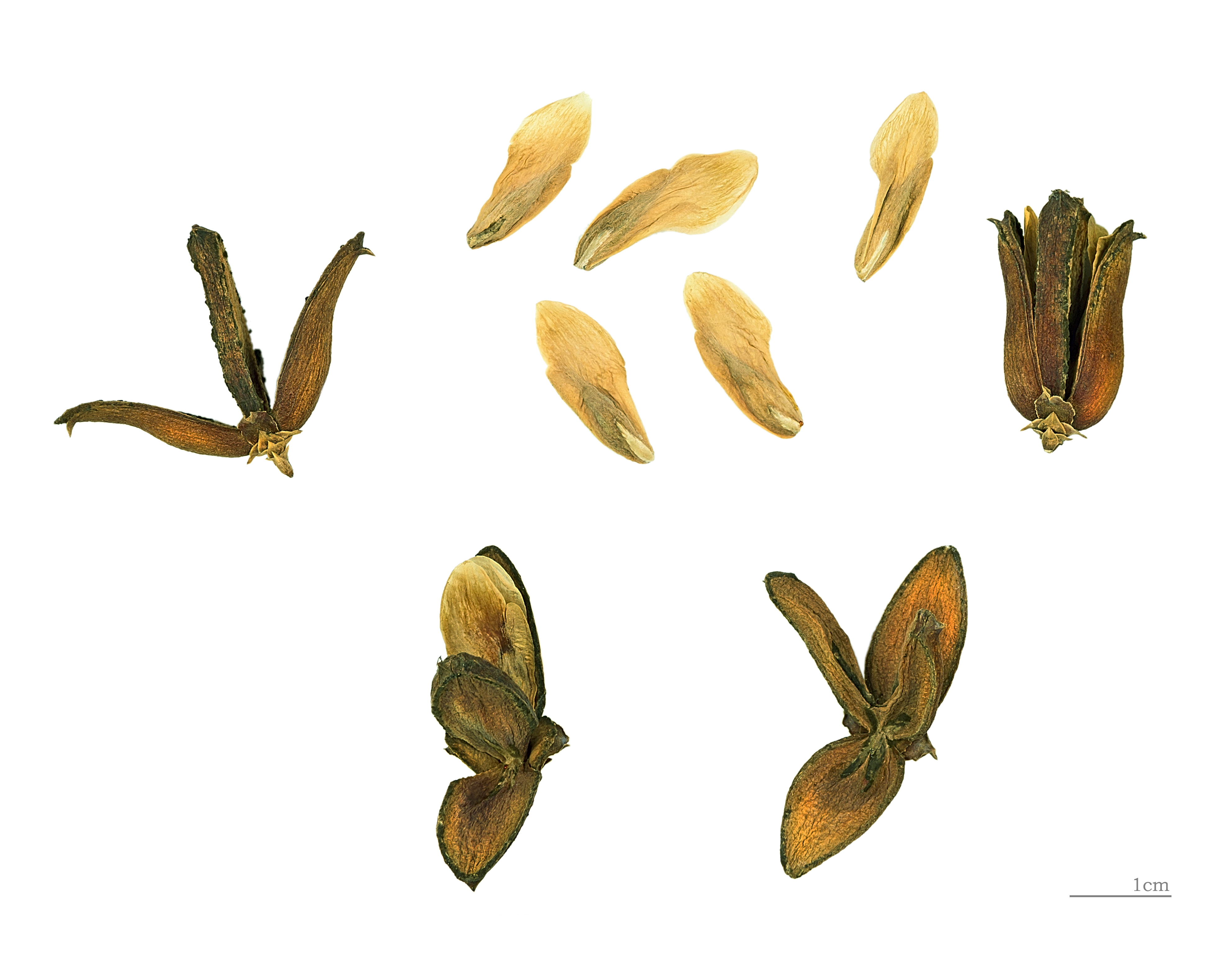
Calocedrus decurrens

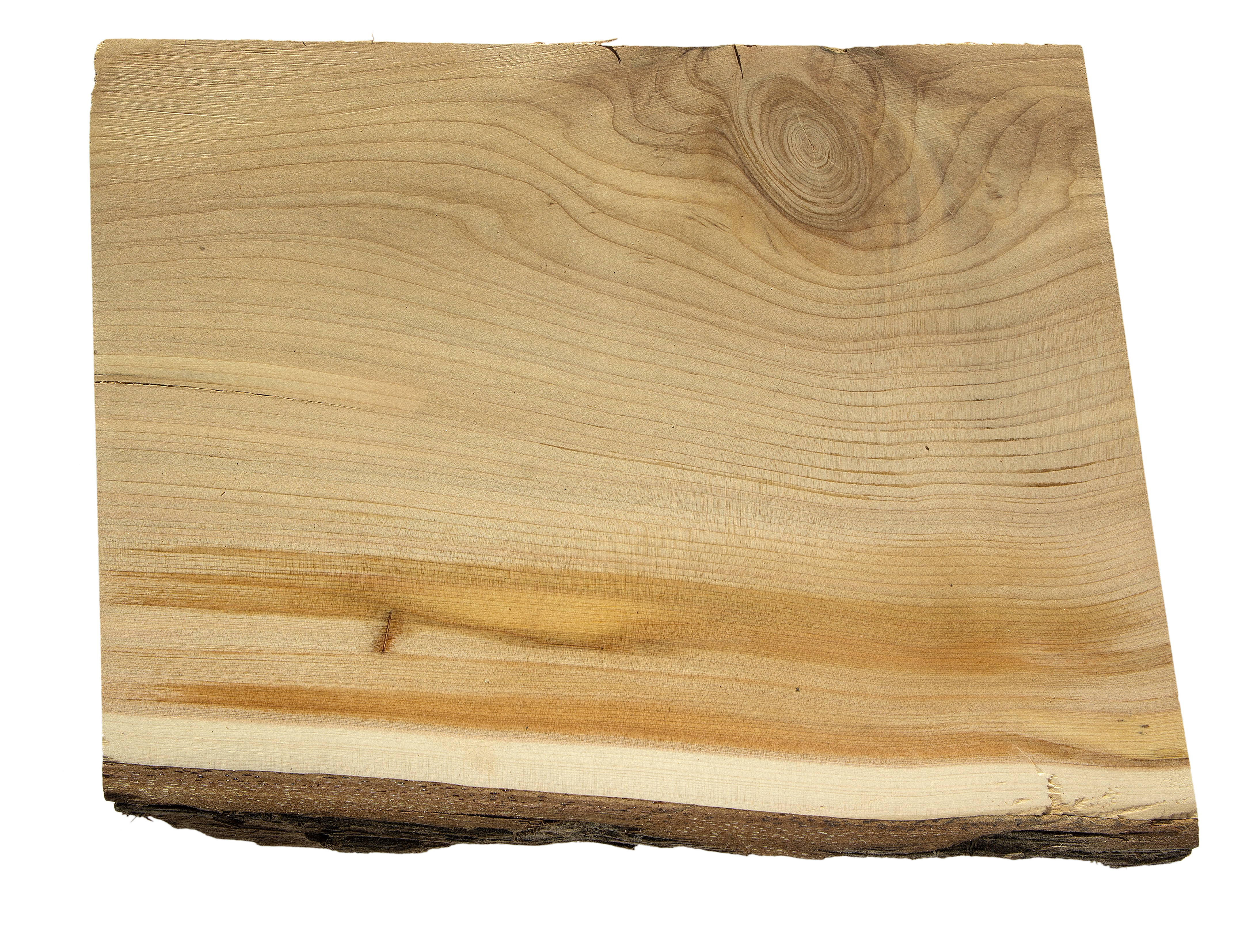
Calocedrus decurrens - MHNT

Calocedrus decurrens, conhecido vulgarmente por calocedro ou cedro-branco-da-califórnia, é uma árvore nativa da América do Norte ocidental, principalmente nos Estados Unidos da América, desde a região centro-oeste do Oregon, passando por grande parte da Califórnia e extremidade oeste do Nevada. É muito cultivada, ornamentalmente, na Europa, onde existem algumas variedades cultivares.
É ainda conhecida pelos sinónimos botânicos de Heyderia decurrens (Torr.) K. Koch; e de Libocedrus decurrens, Torrey. De grandes dimensões, chega a atingir entre 35 a 60 m e um tronco cujo diâmetro pode medir 3 m (o valor máximo registado foi de 69 m de altura e 3,9 m de diâmetro). Trata-se de uma espécie megafanerófita.
A copa é cónica. A casca é avermelhada e rica em tanino. A madeira, clara, é usada para fazer postes. As folhas são verde-escuras dos dois lados dos ramos. Os estróbilos, ovóides, medem cerca de 2 a 2,5 cm de comprimento.
É a espécie mais conhecida do seu género botânico, sendo, por vezes, simplesmente designada como "cedro-do-incenso" - nome que é geralmente identificado com o próprio género. O seu nome deriva do facto de exsudar uma resina aromática.

## Nomes comuns
Dá ainda pelos nomes comuns de libocedro, cedro-branco-da-califórnia, cedro-do-incenso, cedro-do-incenso-da-califórnia, cedro-vermelho-do-óregão (ou "do - oregon").